# 한서진 (1989년)
한서진(본명: 김지현, 1989년 6월 26일 ~ )은 대한민국의 배우이다.

## 학력
- 숙명여자대학교 컴퓨터공학과

## 연기 활동

### 드라마
- 2010년 MBC 월화드라마 《역전의 여왕》
- 2011년 KBS2 월화드라마 《드림하이》
- 2012년 OCN 일요드라마 《신의 퀴즈 시즌3》 ... 유소이 역
- 2014년 JTBC 수요드라마 《선암여고 탐정단》 ... 황혜라 역
- 2015년 JTBC 금토드라마 《디 데이》 ... 차인 역
- 2016년 tvN 금토드라마 《기억》 ... 권미주 역
- 2016년 JTBC 금토드라마 《이번주, 아내가 바람을 핍니다》 ... 윤기의 내연녀 역

### 영화
- 2012년 《아부의 왕》 ... 배소영 역
- 2013년 《청춘정담》 ... 은주 역

## 방송
- 《재밌는 TV 롤러코스터》 (tvN)
- 《SNL 코리아》 (tvN)